# أسقف

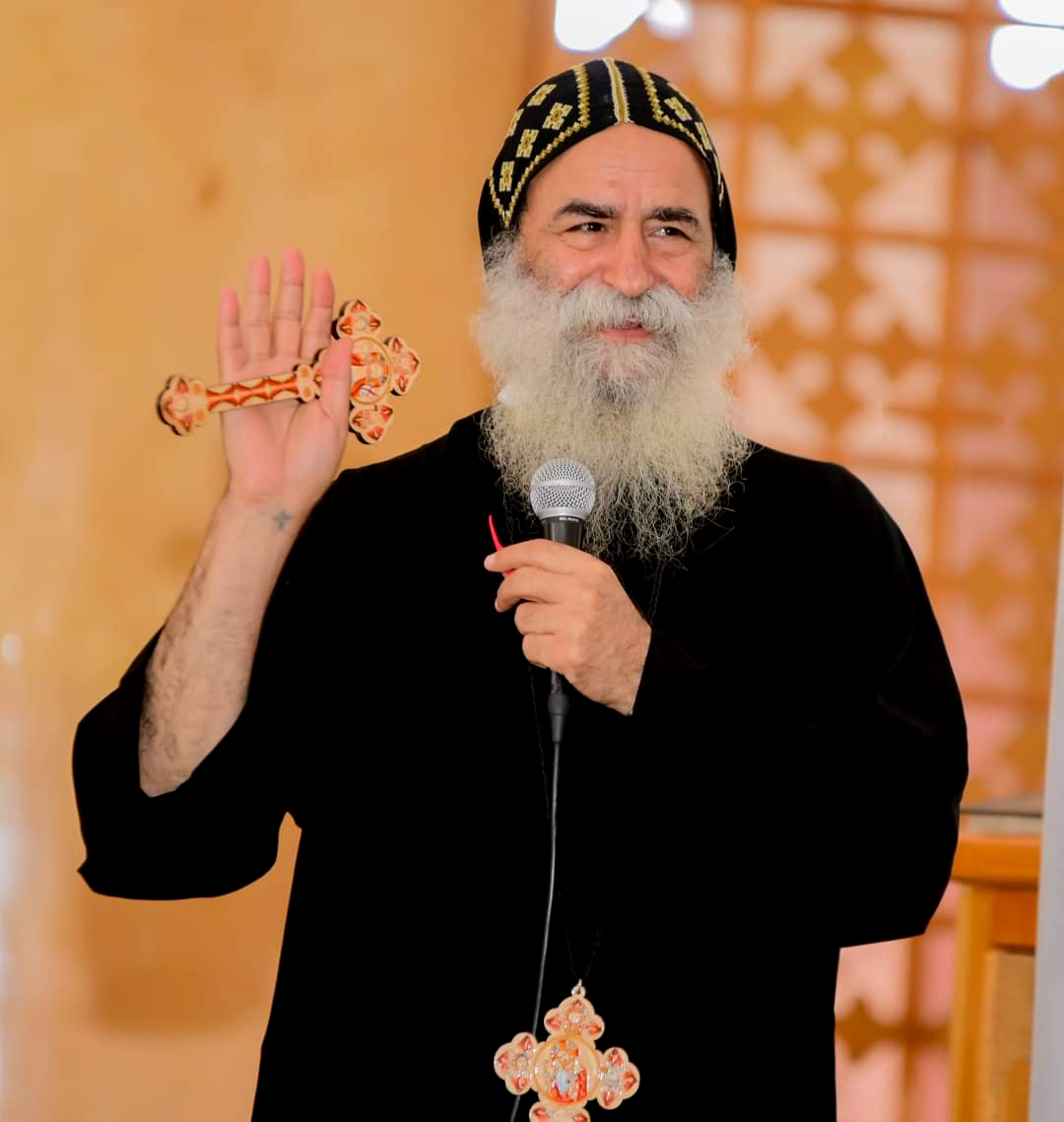
أسقف أرثوذكسي

الأُسْقُف أو الأُسْقُفّ (جمع: أًسَاقِفَة) هو أعلى الرتب الكهنوتية في الديانة المسيحية.

## معنى كلمة أسقف
الكلمة في الأصل يونانية إِپِيسْكُوپُوسْ Eπίσκοπος أي المُرَاقِب، من (إِپِي επι: فَوْقَ وسْكُوپُوسْ σκοπος: النَظَر). نقلت إلى السريانية: أَفِيسْقُوفُو ܐܦܝܣܩܘܦܐ ومنها عُربت بأسقف.

## من هو الأسقف
هو الأب المسؤول عن عدد من الكنائس داخل إقليم معين ويترأس القسوس والقمامصة القائمين على تلك الكنائس، ويتخذ الاسقف عادة الكنيسة الكبرى في الإقليم مقرا له وتعرف في هذه الحالة بال(كاتدرائية) ويوضع في جميع الكنائس كرسى خاص بالأسقف تقديرا لقامته الدينية، ولأهمية تلك الرتبة الدينية فإنه يتم اختيار الاسقف من بين الرهبان (القساوسة والقمامصة المتبتلين ساكنى الاديرة).

## رتبة الاسقفية
هي أعلى الرتب الكهنوتية المسيحية (الإكليروس) وتليها كلا من رتبة (القسيسية-قس) ورتبة (الشموسية-شماس)، ولكل اسقف نطاق لخدمته وتسمى المناطق الواقعة ضمن نطاق خدمة الاسقف بالأبرشية وتعني (ولاية أو مقاطعة)، وتنقسم الرتبة نفسها إلى ثلاث درجات مرتبة حسب حجم ونطاق خدمته والذي يعرف كالتالى :
1. الاسقف :رئيس قساوسسة وقمامصة الكنائس الواقعة داخل أبرشية جديدة أو صغيرة (مدن صغيرة وقرى).
2. المطران:هو أُسقف كبير وذو أقدمية ويكون عادة اسقفا على الأبرشية المهمة (من حيث الحجم، أو التاريخ، أو كلاهما)و في هذه الحالة يطلق على أبرشيته "مطرانية"، وكلمة مطران مشتقة من الكلمة اليونانية (متروبوليتيس)و التي تتكون من مقطعين (مترو:الام-بوليتيس:مدينة) فيكون معناها (صاحب المدينة الام أو الكبيرة).
3. البطريرك أو البابا: رئيس جميع المطارنة والأساقفة وصاحب أعلى درجة كهنوتية بالكنيسة، وكلمة بطريرك مشتقة من الكلمة اليونانية (باترى ارش) والتي تتكون من مقطعين (باترى:اب-ارش:رياسة) فيكون معناها كبير أو رئيس الاباء.